# Мезинська Швейцарія
Ме́зинська Швейца́рія — ландшафтний заказник місцевого значення в Україні. Розташований у межах Коропського району Чернігівської області, біля сіл Мезин і Деснянське.
Площа 154 га. Статус присвоєно згідно з рішенням Чернігівського облвиконкому від 08.09.1958 року № 861; від 10.06.1972 року № 303; від 28.08.1989 року № 164. Перебуває у віданні: Мезинський національний природний парк.
Статус присвоєно для збереження цінних природних комплексів на березі річки Десна, серед яких: мальовничі пагорби зі стрімкими схилами і виходами крейдяних порід на правобережжі Десни, заплавні луки і заплавні озера, невеликі лісові масиви (переважно сосново-дубові, віком понад 70 років), в яких зростають крушина, калина, цмин, чистотіл тощо.
З 2006 року заказник «Мезинська Швейцарія» входить до складу Мезинського національного природного парку.

## Галерея

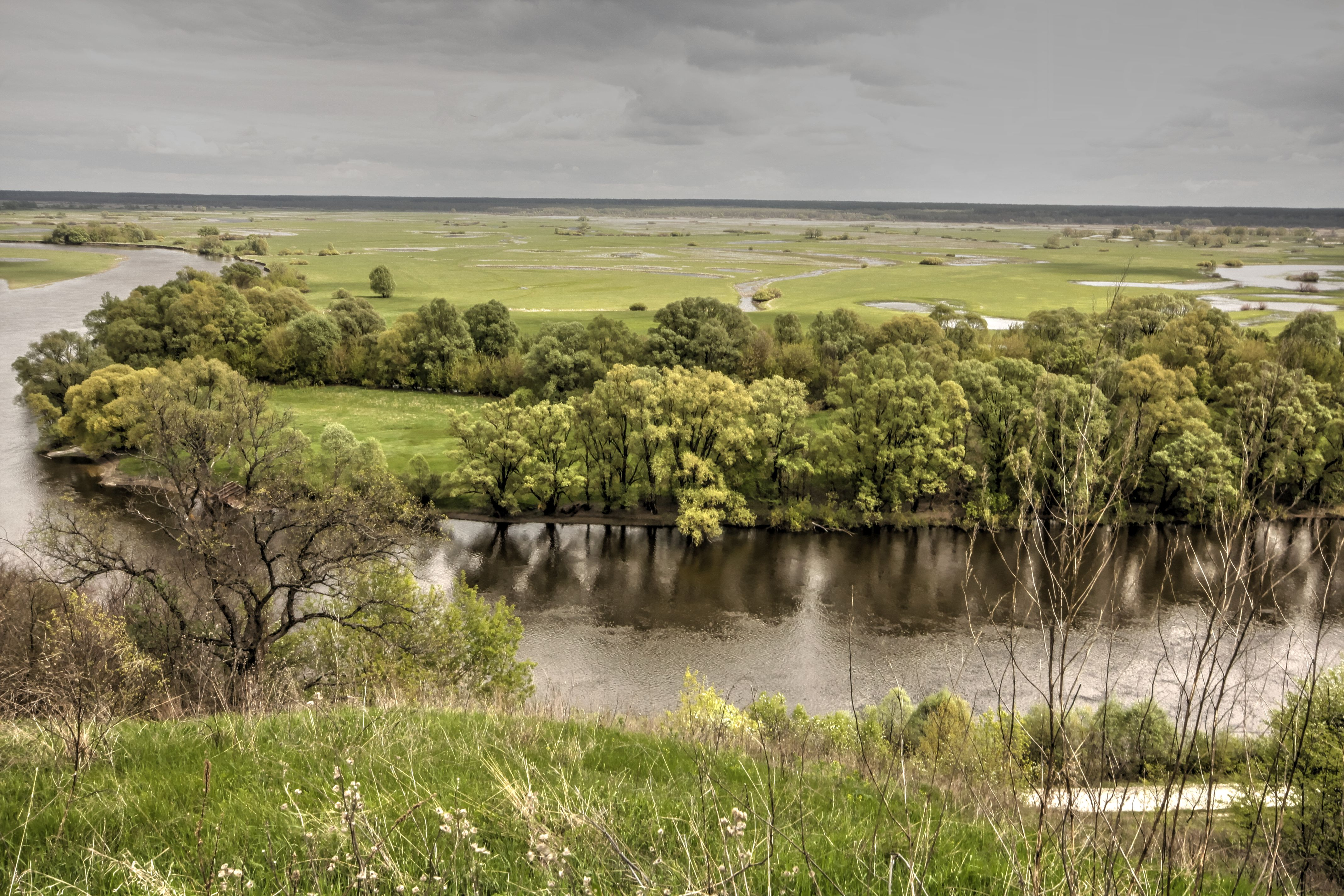
Зачарована Десна
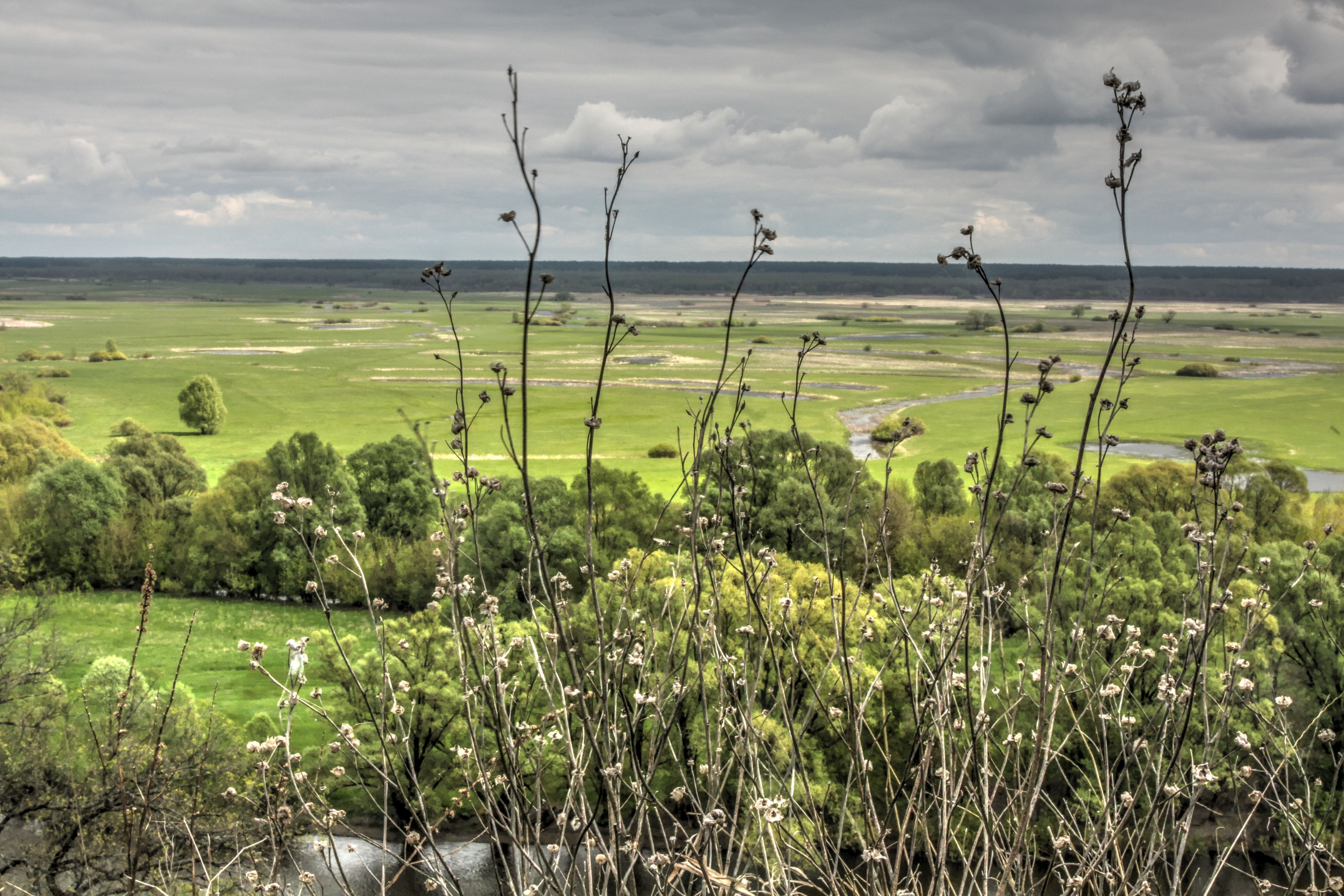
Луки
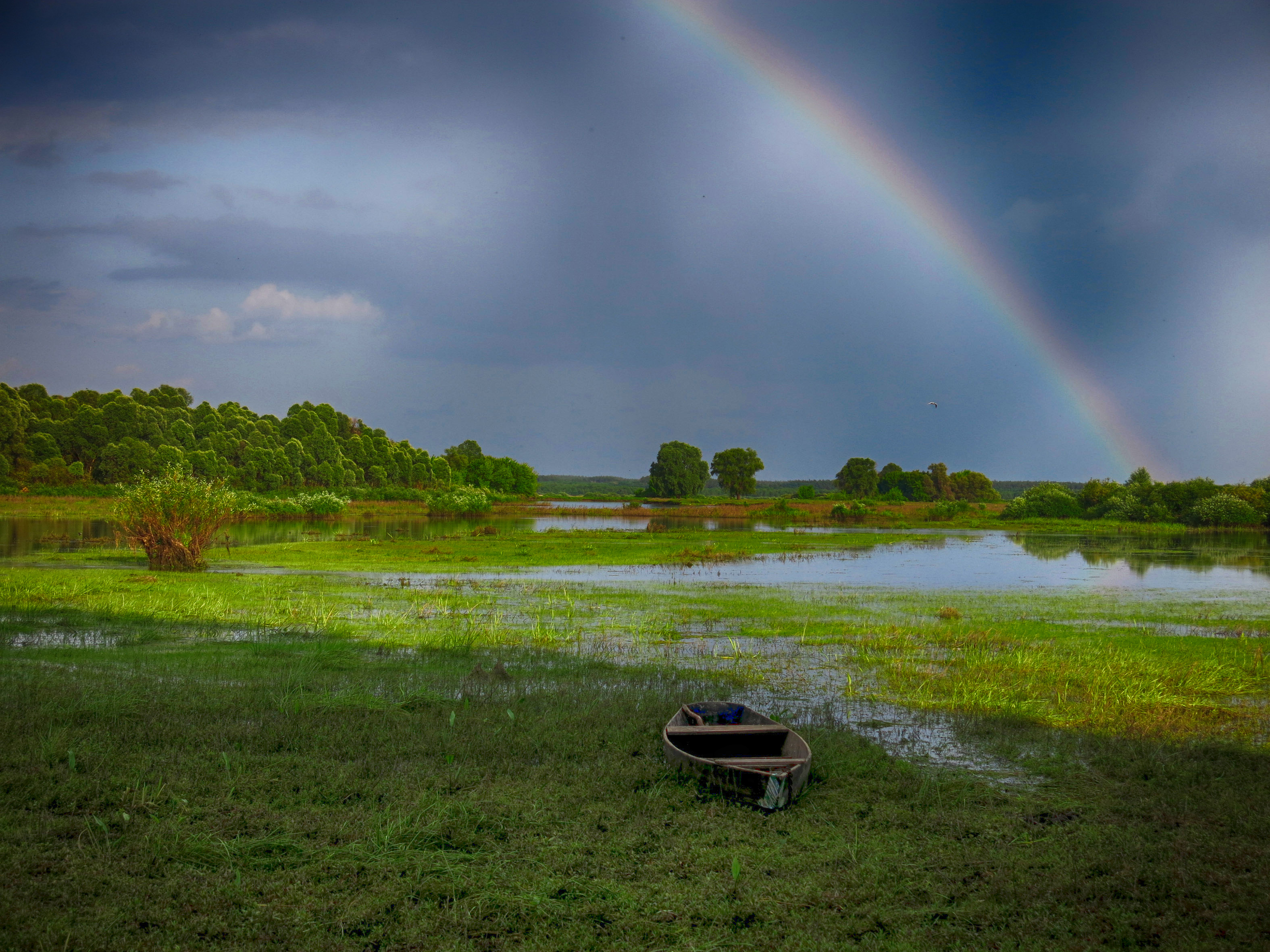
Травнева гроза